# Liste der chinesischen Botschafter in Belize
Die Botschaft der Republik China (Taiwan) befindet sich in No. 20 North Park Street, Belize City.
| Ernannt / Akkreditiert | Name             | Bemerkung                                            | ernannt von    | akkreditiert bei   | Posten verlassen |
| ---------------------- | ---------------- | ---------------------------------------------------- | -------------- | ------------------ | ---------------- |
| 25. Okt. 1989          | David C.S. Hong  |                                                      | Lee Huan       | George Cadle Price | 1993             |
| 1993                   | Shu-Chi Chang    | [ 2 ]                                                | Lien Chan      | Manuel Esquivel    | 22. Jan. 1997    |
| 22. Jan. 1997          | Kuo-Hsiung Shen  | [ 3 ]                                                | Vincent Siew   | Manuel Esquivel    | 4. Apr. 2000     |
| 4. Apr. 2000           | Charles Tsai     | 1991–1994 in Seoul von 1992 bis 1994 Geschäftsträger | Tang Fei       | Said Wilbert Musa  | 17. Jan. 2006    |
| 2006                   | Ting Joseph Shih |                                                      | Su Tseng-chang | Said Wilbert Musa  | 2010             |
| 13. Apr. 2010          | David C.K. Wu    | [ 5 ]                                                | Wu Den-yih     | Dean Oliver Barrow |                  |